# Division 1 1964-65
La Division 1 1964-65 fue la 27.ª temporada del fútbol francés profesional. FC Nantes se proclamó campeón con 43 puntos, obteniendo su primer título.

## Equipos participantes
| - Angers SCO - Bordeaux - RC Lens - Lille OSC - Olympique Lyonnais - AS Mónaco FC - FC Nantes - Nîmes Olympique - Stade Rennais UC |  | - FC Rouen - AS Saint-Étienne - UA Sedan-Torcy - FC Sochaux-Montbéliard - Stade Français FC - RC Strasbourg - SC Toulon - Toulouse FC (1937) - US Valenciennes-Anzin |

## Tabla de posiciones
| Pos. | Equipo                 | Pts. | PJ | G  | E  | P  | GF | GC | Dif. | Clasificación                                |
| ---- | ---------------------- | ---- | -- | -- | -- | -- | -- | -- | ---- | -------------------------------------------- |
| 1    | FC Nantes (C)          | 43   | 34 | 16 | 11 | 7  | 66 | 45 | +21  | Clasificado a la Copa de Campeones de Europa |
| 2    | FCG Bordeaux           | 41   | 34 | 16 | 9  | 9  | 43 | 32 | +11  | Clasificado a la Copa de Ferias              |
| 3    | US Valenciennes-Anzin  | 40   | 34 | 14 | 12 | 8  | 52 | 30 | +22  |                                              |
| 4    | Stade Rennais UC       | 38   | 34 | 15 | 8  | 11 | 67 | 48 | +19  | Clasificado a la Recopa de Europa            |
| 5    | RC Strasbourg          | 38   | 34 | 13 | 12 | 9  | 56 | 46 | +10  | Clasificado a la Copa de Ferias              |
| 6    | Olympique Lyonnais     | 36   | 34 | 13 | 10 | 11 | 46 | 50 | −4   |                                              |
| 7    | AS Saint-Étienne       | 35   | 34 | 13 | 9  | 12 | 48 | 43 | +5   |                                              |
| 8    | RC Lens                | 35   | 34 | 12 | 11 | 11 | 55 | 61 | −6   |                                              |
| 9    | Lille OSC              | 34   | 34 | 10 | 14 | 10 | 57 | 48 | +9   |                                              |
| 10   | FC Sochaux-Montbéliard | 34   | 34 | 13 | 8  | 13 | 49 | 45 | +4   |                                              |
| 11   | Toulouse FC            | 33   | 34 | 12 | 9  | 13 | 50 | 52 | −2   |                                              |
| 12   | AS Monaco FC           | 33   | 34 | 13 | 7  | 14 | 41 | 45 | −4   |                                              |
| 13   | Angers SCO             | 31   | 34 | 12 | 7  | 15 | 44 | 51 | −7   |                                              |
| 14   | UA Sedan-Torcy         | 30   | 34 | 11 | 8  | 15 | 51 | 58 | −7   |                                              |
| 15   | Stade Français FC      | 30   | 34 | 9  | 12 | 13 | 40 | 52 | −12  | Clasificado a la Copa de Ferias              |
| 16   | FC Rouen               | 30   | 34 | 12 | 6  | 16 | 31 | 48 | −17  | Acceso a promoción de permanencia            |
| 17   | Nîmes Olympique        | 29   | 34 | 13 | 3  | 18 | 42 | 58 | −16  | Acceso a promoción de permanencia            |
| 18   | SC Toulon (D)          | 22   | 34 | 9  | 4  | 21 | 31 | 57 | −26  | Descenso a Division 2                        |

 Fuente: footballdatabase.eu

## Resultados
| Local \ Visitante      | ANG | BOR | LEN | LIL | LYO | MOC | NAT | NIM | REN | ROU | STE | SED | SOC | STF | STR | TON | TOU | VAL |
| ---------------------- | --- | --- | --- | --- | --- | --- | --- | --- | --- | --- | --- | --- | --- | --- | --- | --- | --- | --- |
| Angers SCO             | —   | 2–1 | 3–1 |     | 2–1 | 0–0 | 2–2 | 5–0 | 1–2 | 3–0 | 0–1 | 3–0 | 1–0 | 1–0 | 0–0 | 0–0 | 2–4 | 2–2 |
| FCG Bordeaux           | 2–1 | —   | 0–0 | 2–0 | 0–2 | 2–0 | 2–2 | 2–1 | 1–0 | 1–2 | 1–1 | 5–1 | 1–0 | 2–1 | 1–0 | 3–0 | 4–2 | 1–0 |
| RC Lens                | 1–0 | 3–2 | —   | 0–1 | 1–2 | 2–0 | 0–3 | 3–1 | 1–1 | 2–2 | 4–1 | 3–1 | 2–3 | 5–2 | 0–3 | 2–1 | 1–1 | 3–2 |
| Lille OSC              | 3–4 | 3–1 | 4–0 | —   | 2–2 | 3–0 | 2–2 | 2–1 | 3–2 | 1–0 | 3–3 | 3–0 | 3–0 | 1–1 | 1–1 | 5–0 | 0–2 | 1–1 |
| Olympique Lyonnais     | 5–2 | 0–0 | 1–1 | 1–0 | —   | 0–1 | 1–1 | 0–3 | 1–0 | 1–1 | 0–1 | 2–0 | 2–1 | 4–0 | 2–1 | 1–0 | 2–1 | 1–0 |
| AS Monaco FC           | 3–1 | 0–0 | 2–1 | 1–1 | 3–2 | —   | 4–1 | 1–1 | 2–1 | 1–0 | 0–2 | 0–4 | 2–0 | 1–0 | 0–1 | 1–0 | 2–1 | 1–1 |
| FC Nantes              | 2–1 | 2–0 | 1–1 | 1–1 | 3–0 | 2–1 | —   | 0–2 | 2–3 | 3–0 | 4–1 | 2–2 | 3–0 | 4–2 | 3–2 | 5–1 | 4–0 | 1–0 |
| Nîmes Olympique        | 2–1 | 0–3 | 2–2 | 2–1 | 1–2 | 1–0 | 0–3 | —   | 2–3 | 2–0 | 1–0 | 0–3 | 3–0 | 3–0 | 2–1 | 0–1 | 0–4 | 2–1 |
| Stade Rennais UC       | 6–0 | 1–2 | 3–3 | 3–3 | 3–0 | 1–0 | 4–0 | 4–0 | —   | 4–0 | 2–1 | 3–2 | 1–1 | 2–0 | 1–2 | 4–1 | 1–1 | 3–1 |
| FC Rouen               | 0–1 | 1–0 | 0–1 | 2–1 | 1–1 | 1–1 | 1–3 | 1–0 | 1–0 | —   | 0–1 | 2–0 | 0–4 | 1–1 | 1–3 | 1–0 | 3–0 | 1–1 |
| AS Saint-Étienne       | 2–1 | 0–1 | 2–2 | 3–3 | 6–0 | 2–0 | 2–0 | 1–2 | 3–1 | 1–3 | —   | 1–1 | 0–0 | 0–0 | 1–1 | 1–0 | 1–0 | 0–1 |
| UA Sedan-Torcy         | 1–0 | 0–1 | 3–1 | 0–0 | 4–1 | 2–1 | 2–2 | 4–2 | 2–2 | 0–2 | 1–0 | —   | 0–0 | 0–3 | 5–2 | 3–2 | 6–0 | 1–3 |
| FC Sochaux-Montbéliard | 2–0 | 4–1 | 2–3 | 2–1 | 2–1 | 3–0 | 1–1 | 1–1 | 3–0 | 2–3 | 3–2 | 2–2 | —   | 4–1 | 0–2 | 2–0 | 0–2 | 3–2 |
| Stade Français FC      | 2–0 | 0–0 | 0–0 | 0–0 | 1–1 | 3–2 | 1–1 | 3–1 | 2–1 | 2–0 | 2–3 | 1–0 | 3–3 | —   | 2–2 | 3–2 | 2–0 | 0–3 |
| RC Strasbourg          | 0–1 | 0–0 | 3–0 | 3–2 | 3–3 | 3–3 | 1–1 | 3–2 | 2–3 | 3–0 | 1–0 | 2–0 | 0–0 | 2–0 | —   | 0–0 | 5–3 | 3–3 |
| SC Toulon              | 4–0 | 2–0 | 1–3 | 3–1 | 1–1 | 0–6 | 0–1 | 1–2 | 4–1 | 1–0 | 1–3 | 1–0 | 0–1 | 2–1 | 0–0 | —   | 0–2 | 1–3 |
| Toulouse FC            | 1–3 | 1–1 | 2–2 | 1–1 | 3–2 | 0–2 | 3–0 | 1–0 | 1–1 | 0–1 | 2–2 | 5–0 | 1–0 | 1–1 | 3–1 | 0–1 | —   | 1–0 |
| US Valenciennes-Anzin  | 0–0 | 0–0 | 6–1 | 3–0 | 1–1 | 3–0 | 2–1 | 1–0 | 0–0 | 3–0 | 2–0 | 1–1 | 1–0 | 0–0 | 3–0 | 1–0 | 1–1 | —   |

## Promoción de permanencia
Esta temporada se mantuvo la promoción de permanencia/ascenso entre el decimocuarto y decimoquinto clasificados de la Division 1 y el cuarto y quinto lugar de la Division 2.
| Pos. | Equipo          | Pts. | PJ | G | E | P | GF | GC | Dif. |
| ---- | --------------- | ---- | -- | - | - | - | -- | -- | ---- |
| 1    | FC Rouen        | 5    | 4  | 2 | 1 | 1 | 12 | 4  | +8   |
| 2    | Nîmes Olympique | 4    | 4  | 2 | 0 | 2 | 5  | 4  | +1   |
| 3    | US Boulogne     | 4    | 4  | 2 | 0 | 2 | 4  | 10 | −6   |
| 4    | Limoges FC      | 3    | 4  | 1 | 1 | 2 | 4  | 7  | −3   |

 Fuente: footballdatabase.eu
Promovidos de la Division 2, quienes jugarán en la Division 1 1965/66:
- OGC Nice: Campeón de la Division 2
- Red Star Olympique: Segundo lugar de la Division 2
- AS Cannes: Tercer lugar de la Division 2

## Goleadores
| #  | Jugador             | Nacionalidad      | Club                  | Goles |
| -- | ------------------- | ----------------- | --------------------- | ----- |
| 1  | Jacques Simon       | Francia           | FC Nantes             | 24    |
| 2  | Daniel Rodighiéro   | Francia           | Stade Rennais UC      | 20    |
| 3  | André Perrin        | Francia           | UA Sedan-Torcy        | 18    |
| 4  | André Guy           | Francia           | AS Saint-Étienne      | 17    |
| 5  | José Farias         | Argentina         | RC Strasbourg         | 16    |
| 6  | Serge Masnaghetti   | Francia           | US Valenciennes-Anzin | 16    |
| 7  | Ahmed Oudjani       | Argelia           | RC Lens               | 15    |
| 8  | Jean-Michel Lachot  | Francia           | Lille OSC             | 15    |
| 9  | Pierre Dorsini      | Francia           | Toulouse FC (1937)    | 15    |
| 10 | Paul Sauvage        | Francia           | US Valenciennes-Anzin | 15    |
| 11 | Giovanni Pellegrini | Francia           | Stade Rennais UC      | 14    |
| 12 | Francis Magny       | Francia           | Lille OSC             | 13    |
| 13 | Fleury Di Nallo     | Francia           | Olympique Lyonnais    | 13    |
| 14 | Héctor de Bourgoing | Francia Argentina | Bordeaux              | 12    |
| 15 | Claude Dubaële      | Francia           | Stade Rennais UC      | 12    |